# Calicnemis
Calicnemis es un género de coleóptero de la familia Scarabaeidae.

## Especies
- Calicnemis bahilloi López-Colon, 2003
- Calicnemis bercedoi López-Colon, 2003
- Calicnemis latreillii Laporte de Castelnau, 1832
- Calicnemis obesa Erichson, 1841
- Calicnemis sardiniensis Leo, 1985